# Calathea singularis
Calathea singularis là một loài thực vật có hoa trong họ Marantaceae. Loài này được H.Kenn. mô tả khoa học đầu tiên năm 1999.